# Tillandsia 'Diane Wilson'
Tillandsia 'Diane Wilson' es un cultivar híbrido del género Tillandsia perteneciente a la familia Bromeliaceae.
Es un híbrido creado con las especies Tillandsia streptophylla × desconocida.